# 봉림동 (창원시)
봉림동(鳳林洞)은 경상남도 창원시 의창구의 법정동이자 행정동이다. 북쪽으로는 정병산을 동북쪽으로는 용추계곡을 접하고 있으며 전형적인 주거 지역으로 좋은 여건이다. 지역전체가 도시개발 사업에 의하여 조성된 주택지이며, 주거지역 내 내재하여 서비스업이 발달되어 있다.

## 연혁
- 1973년 7월 1일 마산시 상북동 (이전 창원군 상남면)
- 1976년 9월 1일 경상남도 창원지구 상북지소
- 1980년 4월 1일 창원시 상북동, 봉림동
- 1983년 9월 1일 사림동 (법정동) 신설
- 1984년 5월 4일 봉곡동 (법정동) 신설
- 1991년 8월 1일 창원시 상북동, 사림동
- 1991년 8월 28일 창원시 사림동, 봉곡동 분동
- 1997년 7월 14일 창원시 봉림동 (鳳林洞)-봉곡 + 사림 = 대동제실시
- 2010년 7월 1일 통합창원시(창원,마산,진해) 출범 - 창원시 의창구 봉림동
- 2021년 7월 1일 : 법정동 퇴촌동 중 뚝 떨어진 반송공원 일대가 성산구 반송동(행정동)으로 편입. 법정동명은 퇴촌동으로 유지

## 법정동
- 봉곡동(鳳谷洞)
- 봉림동(鳳林洞)
- 사림동(沙林洞)
- 용동(龍洞)
- 지귀동(知歸洞)
- 퇴촌동(退村洞)

## 교육
- 유목초등학교
- 봉림초등학교
- 창원중앙중학교
- 봉림중학교

창원봉림고등학교
- 경남관광고등학교
- 창원대학교

## 문화재
- 봉림사

봉림동에서 북쪽으로 700m 정도 올라가면 산중턱 분지가 있었으나 지금은 논으로 바뀐 봉림사 절터가 있다. 봉림사는 신증동국여지승람에 기록되어 있고 이는 통일신라시대 구산선문의 하나로 원감 현육이 창건하였다고 한다. 봉림사지 삼층석탑은 상북초등학교 교정에 있다.
- 봉림사지 삼층석탑

지방유형문화재 26호로 1972년이 지정 봉곡동 18 상북초등학교
- 봉림사지

지방기념물 127호, 1993년 지정 봉림동 165 일대